# West Cook, Minnesota
Xã West Cook (tiếng Anh: West Cook Township) là một xã thuộc quận Cook, tiểu bang Minnesota, Hoa Kỳ. Năm 2010, dân số của xã này là 1.616 người.